# Энтризм
Энтризм  — тактический приём, при котором политическая организация призывает своих членов вступать в другую, обычно большую, организацию с целью распространения своего влияния, идей и программы. 
Энтризм активно использовался троцкистами, проникавшими в уже существующие массовые организации рабочего класса — реформистские социал-демократические и коммунистические (сталинистские) партии, а также связанные с ними профсоюзы — для постепенной их радикализации. Лев Троцкий одобрил идею вступления троцкистов в Французскую секцию Рабочего интернационала (СФИО) — так называемый «Французский поворот» — в июне 1934 года, предвидя значительные перспективы для революционно-социалистической агитации в условиях «единого фронта». Этой тактике последовали троцкистские организации в Нидерландах, Бельгии, Швейцарии, Польше. 
Кое-где энтристские группы троцкистов завоевали некоторое влияние (например, внутри Социалистической партии Америки и Лейбористской партии, особенно в её молодёжном крыле и городском совете Ливерпуля). Такие деятели Четвёртого интернационала, как Мишель Пабло и Джерри Хили, после Второй мировой войны стали отстаивать долгосрочный («глубинный») энтризм. Однако после того, как в 1980-х годах энтристская тенденция «Милитант», британская секция Комитета за рабочий интернационал, была разгромлена и исключена из рядов лейбористов, энтризму следует меньшинство троцкистских групп (в первую очередь, это Международная марксистская тенденция).